# James Sherard
James Sherard (1 de noviembre de 1666 -12 de febrero de 1738) fue un médico, farmacéutico, botánico, y músico aficionado británico.

## Biografía
James Sherard es el hijo de George et de Mary Sherard, y hermano de William Sherard (1659-1728), botánico igualmente. Trabajó de aprendiz en la farmacia Charles Watts en 1682. Obtiene el título de doctor en medicina en Oxford en 1731. Se casa con Susanna Lockwood.
Trabaja como boticario en Londres hasta 1720. En 1728, trabaja como profesor de botánica en Oxford.
Es nombrado miembro de la Royal Society en 1706.

## Obra
- Hortus britanno-americanus donde describe 85 especies de árboles americanos susceptibles de poder ser introducidos en Gran Bretaña.

- Hortus Elthamensis, sive plantarum quas in Horto sue Elthami in Cantio collegit vir ornatissimus et præstantissimus... (1732).